# Pigesind
Pigesind er en digtsamling af Tove Ditlevsen, udgivet i 1951 af forlaget Naver. Originaludgaven af digtsamlingen udkom i 1939.
Samlingen omfatter 32 digte der spænder bredt: Fra det tungsindigt triste, dybt ulykkelige til det tilnærmelsesvis muntre, hvor en ung piges sind og hvad, der rører sig i det, en ung pige, hvis liv skulle blive præget af angst, stofmisbrug og gentagne selvmordsforsøg.

## Ekstern henvisning og kilde
- Litteratursiden.dk Pigesind af Tove Ditlevsen

| Bog | Spire Denne artikel om bøger og tidsskrifter er en spire som bør udbygges. Du er velkommen til at hjælpe Wikipedia ved at udvide den. |